# Martyna Linartas
Martyna Berenika Linartas (* 8. Mai 1990 in Posen) ist eine deutsche Politikwissenschaftlerin und Autorin. Sie forscht  zu den Themen Ungleichheit in der Vermögensverteilung und Umverteilung von Reichtum.

## Leben und Wirken
Linartas wurde am 8. Mai 1990 in Posen geboren. Sie zog als einjähriges Kleinkind mit ihren Eltern von Polen nach Deutschland, wo sie zunächst ein Jahr in einer Obdachlosenunterkunft in Kiel unterkam. Sie studierte an der Freien Universität Berlin Politikwissenschaft. Dort arbeitete sie am Fachbereich Philosophie beim Drittmittelprojekt The Deserving Rich. Sie wurde 2023 im Exzellenzcluster SCRIPTS mit summa cum laude promoviert. Neben ihrem Masterstudium der Politikwissenschaft absolvierte Linartas während des Bundestagswahlkampfs 2017 in der Bundesgeschäftsstelle von Bündnis 90/Die Grünen eine Ausbildung zur Pressereferentin. 2018 bis 2021 arbeitete sie im Bundestagsbüro von Annalena Baerbock. 2022 gründete sie die Wissensplattform ungleichheit.info, leitet diese seitdem und ist Teil der Inequality Steering Group der Denkfabrik Forum New Economy. Sie lehrt an der FU Berlin sowie an der Hochschule für Gesellschaftsgestaltung in Koblenz. 2025 veröffentlichte sie im Rowohlt Verlag das Buch Unverdiente Ungleichheit.

## Rezeption (Auswahl)
Michael Wolf empfiehlt Unverdiente Ungleichheit im Deutschlandfunk all denen, „die grundsätzliche Reformen im Sinne der überwiegenden Mehrheit wünschen und sich nicht mehr mit den immergleichen Argumenten zufriedengeben“. Er ist der Meinung, dass „eine Umverteilung von Vermögen nach der Lektüre nicht nur möglich, sondern auch schlicht vernünftig erscheint.“ Der SWR meint, dass Linartas in ihrem Buch Unverdiente Ungleichheit für einen radikalen Perspektivwechsel plädiere, bei dem Steuern nicht länger als Last gelten dürften, sondern als Instrument für eine gerechte Gesellschaft. Laut Marie-Luise Goldmann in der Zeitung Die Welt erklärt Linartas in ihrem Buch, wie aus einer Leistungs- eine Erbengesellschaft geworden sei, aber auch, was sich jetzt dringend ändern müsse.

## Privates
Miguel Messmacher Linartas, ehemals stellvertretender Finanzminister Mexikos unter Felipe Calderón und heutiger Dekan der wirtschafts- und sozialwissenschaftlichen Fakultät des Instituto Tecnológico Autónomo de México (ITAM), ist ein Onkel Linartas’.

## Schriften
- Different But Same. The Role of the Inheritance Tax and Narratives of the Economic Elites for Wealth Inequality in OECD States: The Cases of Mexico and Germany. Freie Universität Berlin, Berlin 2023 (Dissertationsschrift).
- mit Stefan Gosepath: Deutschland auf dem Weg zur Erbengesellschaft. Wie Erbschaften und Schenkungen gegen Prinzipien der Gerechtigkeit verstoßen und unsere Demokratie gefährden. Friedrich-Ebert-Stiftung, Bonn November 2022, urn:nbn:de:bo133-2-178920 (fes.de).
- Unverdiente Ungleichheit. Wie der Weg aus der Erbengesellschaft gelingen kann. Rowohlt, Reinbek bei Hamburg 2025, ISBN 978-3-498-00735-5 (Leseprobe).